# Amsterdamse school (theologie)
De Amsterdamse School is een stroming binnen de protestantse Bijbelse Theologie die veel nadruk legt op het verhaal in de Bijbel. Zij is in de jaren zestig ontstaan binnen de theologische faculteit van de Universiteit van Amsterdam.

## Uitgangspunten
De Amsterdamse School ontstond in reactie op de historisch-kritische benadering, die probeert de redactiegeschiedenis van de Bijbelteksten te reconstrueren om de meest oorspronkelijke historische versie van de afzonderlijke boeken vast te stellen. De Amsterdamse School gaat uit van de laatste overgeleverde tekst, het ontstaan van de Bijbel uit de Joodse mondelinge verhaaltraditie en de relevantie van de overgeleverde tekst voor de eigen tijd. Zij heeft daarom veel aandacht voor de wijze waarop de Bijbelverhalen verteld worden. De resultaten van het historisch onderzoek worden wel geaccepteerd, maar krijgen minder aandacht. De predikant Nico ter Linden vatte deze benadering kernachtig samen door op te merken dat veel verhalen wel waar waren, maar niet echt gebeurd waren.

## Geschiedenis
De grondlegger van deze theologie, M.A. Beek, was hoogleraar in de theologie aan de Gemeentelijke Universiteit. Hij publiceerde in 1968 een boek over de alternatieve uitleg van de Oudtestamentische Bijbelboeken. De Amsterdamse School had daarnaast veel te danken aan de predikant Frans Breukelman die later Beeks medewerker werd en diens ideeën populariseerde en verspreidde binnen de protestantse theologie en de Nederlandse Hervormde Kerk. Belangrijke wetenschappelijke vertegenwoordigers van de Amsterdamse School zijn Nico Bakker, Karel Deurloo en Rochus Zuurmond. Bij een groter publiek is de werkwijze van de Amsterdamse school bekend geworden door de navertelling van de Bijbel door Nico ter Linden onder de titel Het verhaal gaat.

## Bijbelvertaling
De Amsterdamse School inspireerde recente Bijbelvertalingen als de Naardense Bijbel van Pieter Oussoren, de vertaling van het Oude Testament van Albert Koster onder de titel De hebreeuwse Bijbel en de vertaling van de vijf boeken van Mozes door Huub Oosterhuis en Alex van Heusden. Deze vertalingen zijn gebaseerd op een idiolecte vertaalmethode. Dit houdt in dat bij de vertaling uitgegaan wordt van de brontekst van de geredigeerde versie van het Bijbelverhaal: Hebreeuws of Grieks. De Amsterdamse School streeft naar een zo getrouw mogelijke weergave van het verhaal in de brontaal in hedendaags Nederlands. Daarbij vertaalt men concordant, dat wil zeggen dat gelijke woorden in de brontaal zo veel mogelijk gelijkluidend vertaald worden in het Nederlands. Op deze wijze blijft de oorspronkelijke verteltechniek, waar de Amsterdamse School veel waarde aan hecht, beter zichtbaar in de vertaling.